# Antioch (contea di Delta, Texas)
Antioch è una comunità non incorporata degli Stati Uniti d'America, situata nella contea di Delta dello Stato del Texas.

## Geografia fisica
Antioch è situata a 33°22′40″N 95°48′01″W.

## Società

### Evoluzione demografica
Secondo il censimento del 1990 e del 2000, c'erano 25 persone ad Antioch.